# Haemaphilus
Haemaphilus is een geslacht uit de Taeniacanthidae, een familie uit de orde Poecilostomatoida van de Copepoda of eenoogkreeftjes.

## Soorten
- Haemaphilus roseus